# Ohis
Ohis ist ein Dorf und eine Gemeinde mit 270 Einwohnern (Stand: 1. Januar 2022) im französischen Département Aisne in der Region Hauts-de-France. Die Gemeinde gehört zum Arrondissement Vervins, zum Kanton Hirson und zum Gemeindeverband Trois Rivières.

## Geographie
Ohis liegt an der oberen Oise, etwa sechs Kilometer westlich von Hirson.

### Nachbargemeinden
Umgeben wird Ohis von den Nachbargemeinden Effry im Westen, Wimy im Nordwesten, Mondrepuis (Berührungspunkt) im Norden, Neuve-Maison im Osten, Origny-en-Thiérache im Süden sowie der im Kanton Vervins gelegenen Gemeinde Étréaupont im Westen.

## Bevölkerungsentwicklung
| Jahr                       | 1962 | 1968 | 1975 | 1982 | 1990 | 1999 | 2006 | 2014 | 2022 |
| Einwohner                  | 420  | 386  | 345  | 341  | 332  | 319  | 312  | 316  | 270  |
| Quellen: Cassini und INSEE |      |      |      |      |      |      |      |      |      |

## Sehenswürdigkeiten
- Kirche Saint-Maurice
- Viaduc d’Ohis: Brücke der stillgelegten Bahnstrecke Busigny–Hirson über die Oise

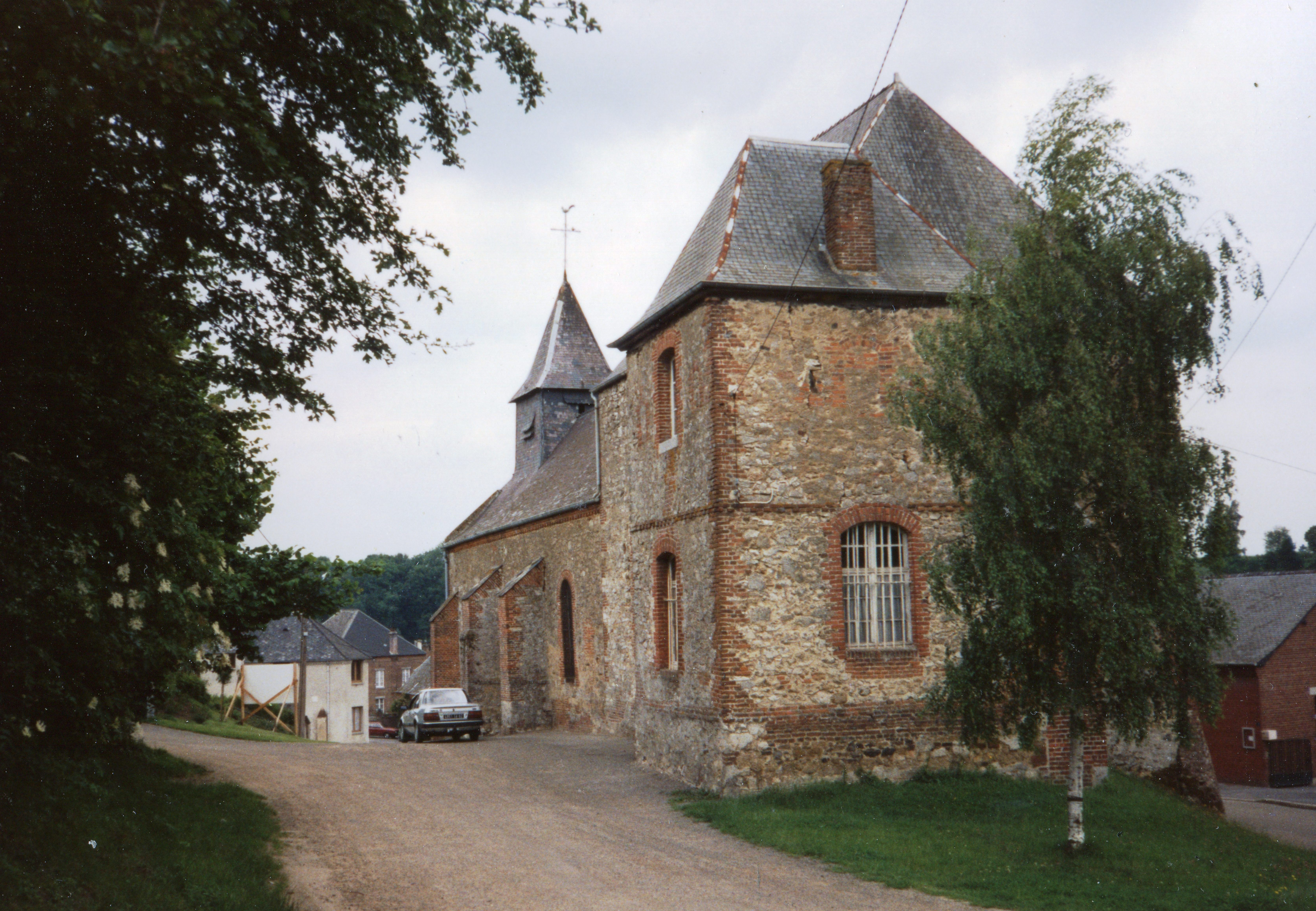
Kirche Saint-Maurice
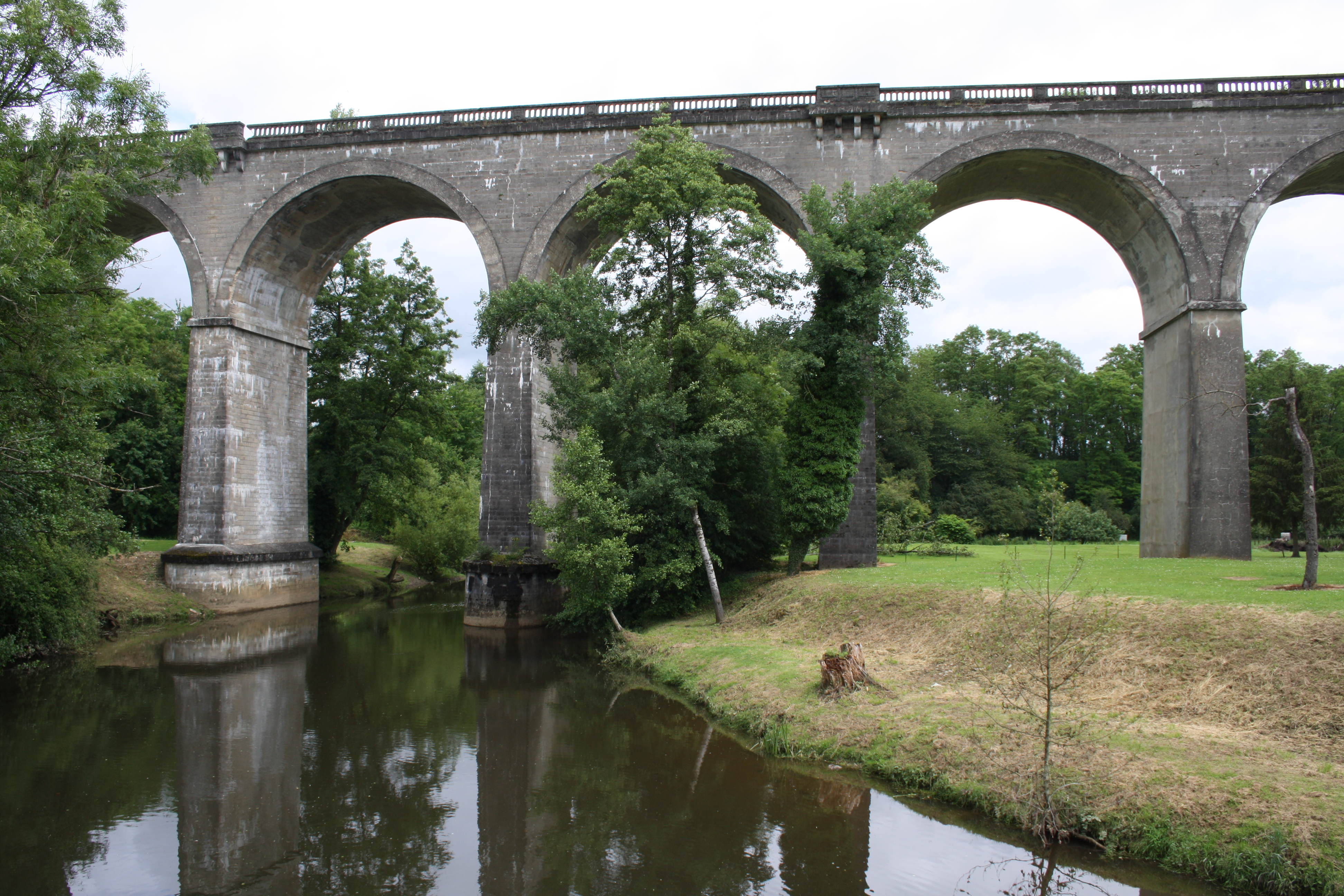
Viaduc d’Ohis über die Oise